# Ред магле: Последње царство
Ред магле: Последње царство је роман епске фантастике који је написао амерички аутор Брaндон Сандерсон. Последње царство је објављено јула 2006. године и то је први роман у трилогији Ред магле након којег следе Зденац успења из 2007. године и Херој доба из 2008. године. Сандерсон је започео рад на овом роману док је покушавао да објави свој претходни роман Елантрис. Након што је написао две ране итерације, усредсредио се на Архива олујне светлости коју је одлучио да одложи како би завршио трилогију Ред магле, за коју је мислио да ће послужити као бољи наставак за Елантрис.

## Синопсис

### Радња
Трилогија Ред магле је смештена у дистопијској будућности у свету Скадријал, где пепео непрестано пада са неба, све биљке су смеђе и где натприродна магла замрачи сваку ноћ. Хиљаду година пре почетка радње романа, проречени херој доба се уздигао као божанско биће у Зденцу успења како би успео да победи Јаз, терор који прети свету. Иако је Јаз поражен и човечанство спашено, свет је промењен од стране хероја доба, који је узео титулу Господа Владара и започео владавину над Последњим царством којим је владао хиљаду година као бесмртни тиранин. Под његовом владавином друштво је било подељено на племство, веровало се да су то потомци пријатеља који су помогли Господу Владару да постане божанско биће, и на брутално потлачене сељаке такозване Ска.
Средиште света Реда магле је присуство магије. Најпознатији облик магије је аломантија. Аломантија омогућава онима који је поседују да сагоревају метале у телу како би се добиле посебне способности. Аломантија је наследна моћ која је заступљена у племству, мада постоје и ска аломанти који настали због мешања племства и ска. Аломанти имају способност да сагоревају један метал, али постоје и особе које могу да сагоревају све метале они се називају маглари.

### Кратак садржај
Три године пре почетка радње романа, полу-ска лопов Келзијер открива да је маглар и бежи из Хатсинских јама, бруталног логора Господа Владара. Враћа се у Лутадел, главни град Последњег царства, где окупља своју дружину за нови задатак а то је да сруше Последње царство.
На почетку романа упознајемо се са Вин, девојку са улице, коју Келзијер позива да се придружи његовој дружини нако што је открио да је и она маглар. Вин је обучавана од стране Келзијерове дружине како би развила своје аломантске моћи, као што су сагоревање коситра како би ојачала тело, сагоревање калаја како би изоштрила чула и сагоревање челика које привлачи оближње изворе метала. Вин такође шпијунира племство тако што присуствује богатим баловима у Лутаделу, на којима се представља као Валет Реноа рођака Лорда Реное племића из Келзијерове дружине. Током ових балова, она упознаје и заљубљује се у Еленда Вентура, наследника куће Вентур једне од најмоћнијих породица у Лутаделу.
Келзијер се нада да ће освојити Лутадел тако што ће завадити племићке куће и затим напасти град са ска војском. Након заузимања града Келзијер се нада да ће срушити Последње царство тако што ће украсти залихе атијума, који је темељ економије Последњег царства. Дружина успева да започне рат међу племићким кућама након што су убили неколицину моћних племића, такође су успели да регрутују око седам хиљада војника. Међутим око три четвртине војника је погинуло нако што је један од чланова дружине напао војску Господа Владара. Остатак војске је прошверцован у Лутадел. Нажалост Лорд Реноа је ухваћен и његов посед заплењен од стране кантона инквизиције. Иако је Келзијерова дружина успела да ослободи већину затвореника, Келзијер је убијен од стране Господа Владара током драматичног окршаја на лутаделском тргу. Иако се чини да су ова дешавања спречила остварење Келзијеровог плана, откривено је да је његов план био да постане мученички симбол наде за сујеверне ска. Након његове смрти ска становништво заузима град уз помоћ Келзијерове војске.
Пре него што је погинуо Келзијер је покушао да одгонетне моћ "једанаестог метала", за који се веровало да је слабост Господа Владара. Међутим он није успео и оставио је на Вин да заврши задатак. Са једанаестим металом Вин одлази у царску палату да убије Господа Владара. Вин је заробљена, пре него што је дошла до Господа Владара, од стране инквизитора који је затварају у тамницу, међутим Сазед њен верни слуга је ослобађа из заточеништва. Након бекства Вин се поново враћа у палату да убије Господа Владара који је уједно и аломант и ферухемичар комбинација ових моћи му омогућава невероватне исцељивачке моћи и вечан живот. Вин замало да изгуби ову борбу, али уз наговештај од једанаестог метала и уз неочекивану помоћ магле Вин успева да скине ферухемичарске наруквице са Господа Владара које му омогућују вечну младост нако чега је он почео убрзано да стари. Вин задаје последњи ударац тако што му је пробила срце копљем, Господ Владар пре него што је подлегао ранама упозорио је Вин да постоји већа претња од њега. Последње царство је срушено.

## Ликови
- Вин: Сироче које открива да је маглар и придружује се Келзијеровој дружини.
- Келзијер: Најпознатији главар лоповских дружина у Последњем царству. Он и његова жена су заробљени и послати у Хатсинске јаме, где његова жена умире а он постаје маглар са циљем да сруши Последње царство.
- Господ Владар: Цар који је хиљаду година владао Последњим царством.
- Сазед: Териски чувар који се придружио Келзијеровој дружини, противно жељама свог народа, како би помогао у свргавању Последњег царства.
- Еленд Вентур: Племић из куће Вентур, најмоћније породице у Лутаделу.
- Хамонд: Хамонд познатији као Хам је силник у Келзијеровој дружини.
- Доксон: Келзијерова десна рука, незванични вођа дружине након Келзијерове смрти.

## Рецензије
Након издавања, Ред магле: Последње царство је номинован за Romantic Times Reviewers награда за најбољи роман епске фантастике.
Рецензија у "Вашингтон посту" наводи да "Сандерсенови ликови нису потпуно развијени, и да аломантија подсећа на трикове из видео игрица, али да је створио фасцинантан свет који заслужује наставак."Форбс магазин је похвалио све књиге из серијала Ред магле.